# Eugenio Maffei
Eugenio Maffei y Ramos  (Madrid, 13 de febrero de 1827-23 de junio de 1892) fue un ingeniero de minas español.

## Biografía
Nacido en Madrid el 13 de febrero de 1827, fue profesor durante dos décadas de la Escuela de Minas, inspector general del Cuerpo de Ingenieros de Minas y vocal de la Junta Consultiva, además de redactor del Boletín Oficial de Minas (1842-1845), Revista Minera (1850-), Revista Minera de la Provincia de Almería, El Eco de la Mancha, entre otras. Fue autor de Apuntes para una biblioteca española de libros, folletos y artículos, impresos y manuscritos, relativos al conocimiento y explotación de las riquezas minerales y a las ciencias auxiliares: acompañados de reseñas biográficas y de un ligero resumen (1871-1872), junto a Ramón Rúa Figueroa y considerada por López de Azcona su «obra cumbre»; entre otras. Falleció el 23 de junio de 1892.